# Claude Piquemal
Claude Piquemal (ur. 19 marca 1939 w Siguer) – francuski lekkoatleta, medalista olimpijski i mistrzostw Europy.
Był sprinterem. Na igrzyskach olimpijskich w 1960 w Rzymie startował w biegu na 100 metrów (odpadł w ćwierćfinale) i w sztafecie 4 × 100 metrów (zdyskwalifikowana w eliminacjach). Dwa lata później na mistrzostwach Europy w 1962 w Belgradzie zdobył złoty medal w biegu na 100 metrów (przed swym rodakiem Jocelynem Delecourem), a w sztafecie 4 × 100 metrów był czwarty.
Na igrzyskach olimpijskich w 1964 w Tokio Piquemal odpadł w półfinale biegu na 100 metrów, natomiast w sztafecie 4 × 100 metrów zdobył wraz z kolegami brązowy medal (sztafeta biegła w składzie Paul Genevay, Bernard Laidebeur, Piquemal i Delecour). Na mistrzostwach Europy w 1966 w Budapeszcie zdobył brązowy medal na 100 metrów (za Wiesławem Maniakiem i Rogerem Bambuckiem). Natomiast sztafeta 4 × 100 metrów z jego udziałem zdobyła złoty medal (w składzie Marc Berger, Delecour, Piquemal i Bambuck). Na igrzyskach olimpijskich w 1968 w Meksyku startował tylko w sztafecie 4 × 100 metrów. Francuzi ponownie zostali brązowymi medalistami olimpijskimi (w składzie Gérard Fenouil, Delecour, Piquemal i Bambuck).
Złoty medalista igrzysk śródziemnomorskich z 1963 w biegu na 100 metrów z czasem 10,5 s.
Piquemal był mistrzem Francji na 100 metrów w 1960 i 1963, wicemistrzem na 100 metrów w 1961 i 1962 oraz na 200 metrów w latach 1960-1963 i 1965, a także brązowym medalistą mistrzostw kraju na 100 metrów z 1959 i 1965 oraz na 200 metrów z 1959. 
Rekordy życiowe:
- 100 m – 10,33 s
- 200 m – 20,5 s (Stade Sébastien Charléty, Paryż, 11 czerwca 1965), dawny rekord Francji[7]